# Dây đau xương
Dây đau xương, còn gọi là vàng giang, khoan cân đằng (danh pháp khoa học: Tinospora sinensis), là một loài thực vật có hoa trong họ Biển bức cát. Loài này được João de Loureiro mô tả khoa học đầu tiên năm 1790 dưới danh pháp Campylus sinensis. Năm 1934, Elmer Drew Merrill chuyển nó sang chi Tinospora.
Tên gọi "dây đau xương" vì người ta dùng cây này để chữa bệnh đau xương. "Khoan cân đằng" là tên của loại cây này trong tiếng Trung Quốc, cũng có nghĩa là làm cho xương cốt được khỏe.

## Mô tả cây

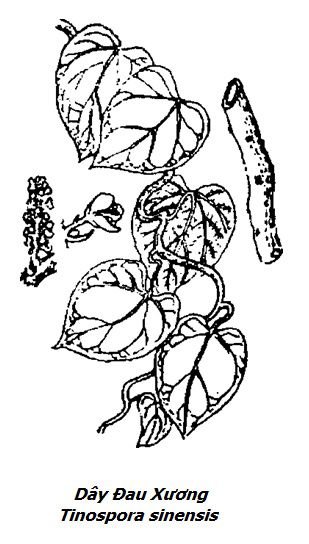
Dây đau xương. Hình ảnh từ cuốn sách Những cây thuốc và vị thuốc Việt Nam của Đỗ Tất Lợi.

Dây đau xương là một loại cây leo, dài 7-8m, có cành dài rũ xuống, lúc đầu có lông, sau thì nhẵn, có bì không sần sùi, mang lông. Lá có lông, nhất là ở mặt dưới làm cho mặt dưới có màu trắng nhạt, phiến lá hình tim, phía cuống tròn và hõm lại, phía đỉnh hẹp lại thành mũi nhọn, dài 10–12 cm, rộng 8–10 cm, có 5 gân rõ, toả hình chân vịt. Hoa mọc thành chùm ở kẽ lá hoặc đơn độc, hoặc mấy chùm tụ lại, chùm dài chừng 10 cm, có lông măng, màu trắng nhạt. Quả hạch, khi chín có màu đỏ, có dịch nhầy, hạch hình bán cầu, mặt phẳng của bán cầu hõm lại. Mùa quả ở miền Bắc: tháng 3-4 (Hình bên).

## Phân bố, thu hái và chế biến
Cây mọc hoang khắp nơi ở Việt Nam, miền núi cũng như miền đồng bằng. Ở phạm vi thế giới, loài cây này là bản địa khu vực từ Ấn Độ, Sri Lanka ở phía tây, kéo dài về phía đông tới Trung Quốc (miền nam các tỉnh Quảng Đông, Quảng Tây, Vân Nam), Việt Nam, về phía nam tới Campuchia, Thái Lan. Du nhập vào Pakistan.
Cây mọc rất khỏe. Một mẩu thân trồng trong vòng 2 năm cho tới 20 kg vừa thân vừa lá. cắt lấy thân về cắt ngắn thành từng đoạn dài 20–30 cm rồi phơi hay sấy khô. Có thể dùng lá. Thường dùng tươi, mùa thu hái quanh năm.

## Sử dụng trong Đông y
Dây đau xương được sử dụng như một nguyên liệu dược trong Đông y để chữa những triệu chứng của bệnh tê thấp, đau xương, đau người. Ngoài ra, cây còn được dùng làm thuốc bổ.
Dùng dưới hình thức thuốc uống hay thuốc xoa bóp. Người ta cho rằng thân cây có tác dụng mạnh hơn.
Vài hình thức dùng dây đau xương
1. Lá dây đau xương giã nhỏ, trộn với rượu để đắp lên những chỗ sưng đau.
2. Thái nhỏ thân dây đau xương, sao vàng ngâm rượu với tỷ lệ 1 phần 5. Ngày uống 3 lần, mỗi lần 1 cốc con. Phụ nữ và những người không uống được rượu có thể sắc với nước mà uống. Thường thời gian điều trị kéo dài 15 ngày.

## Hình ảnh

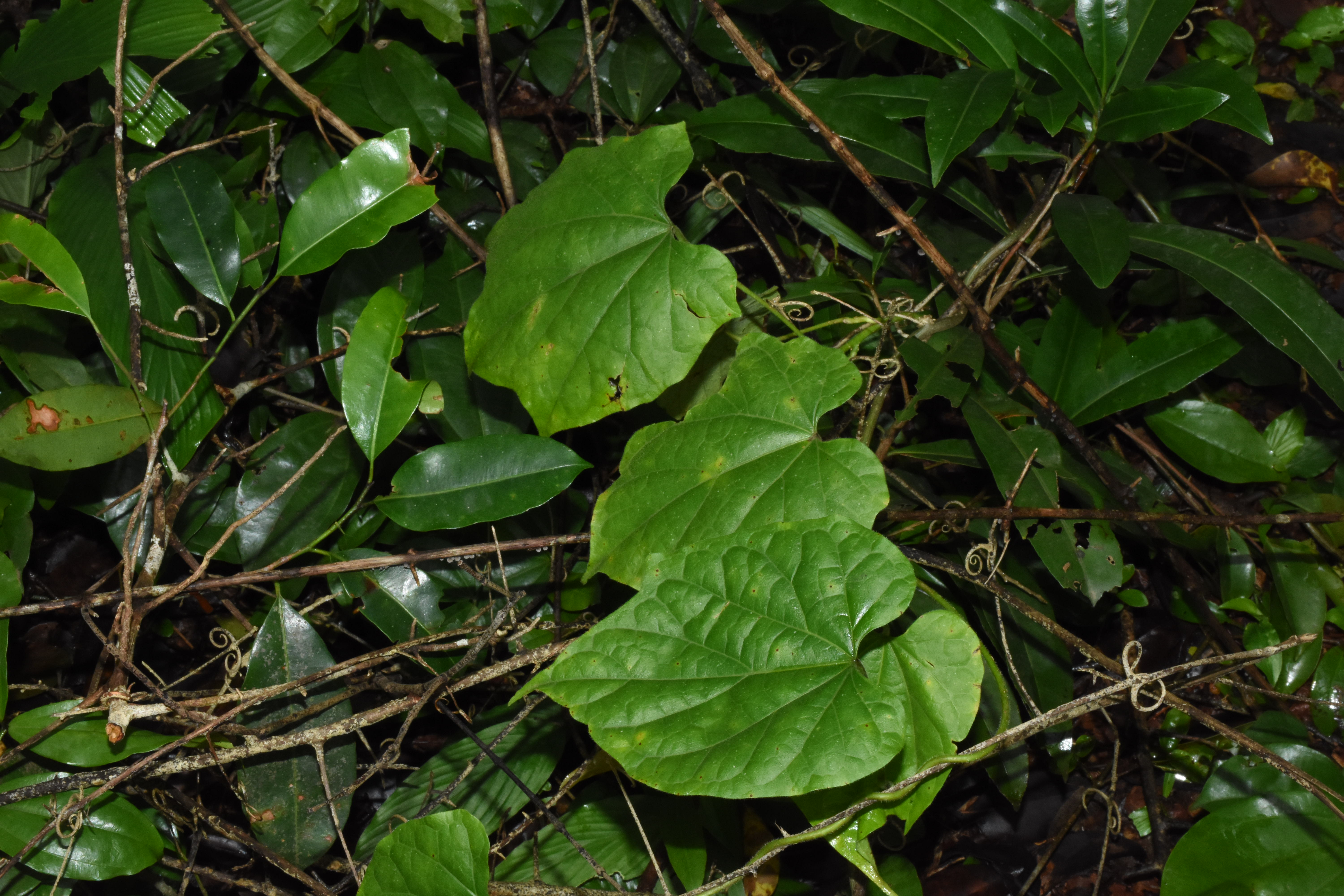
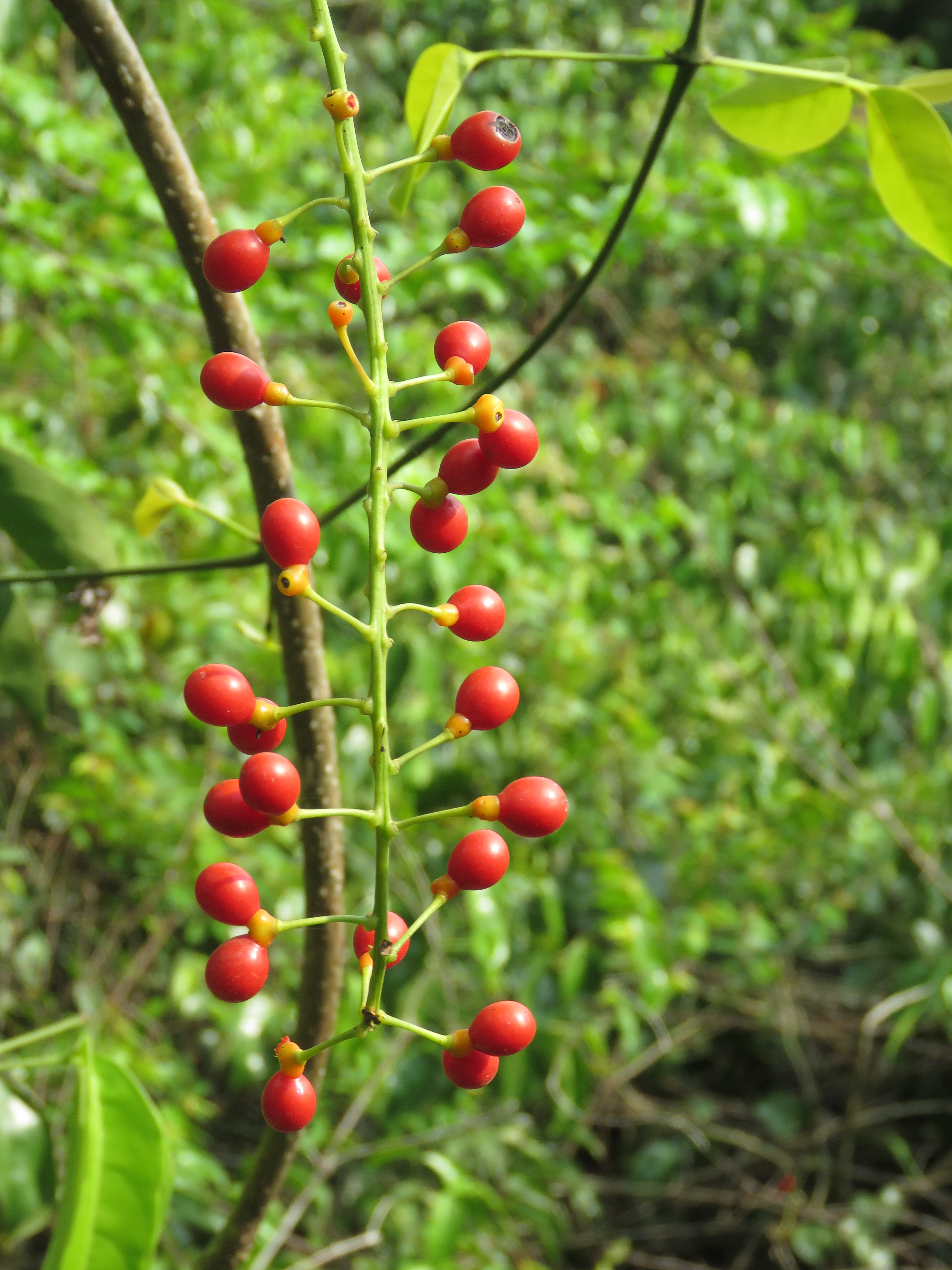